# Český olympijský výbor
Český olympijský výbor (ČOV) je národní olympijský výbor, původně založený 18. května 1899, s právní formou spolku působícího v České republice za účelem „rozvíjet a šířit olympijské ideály a zastupovat a zabezpečovat účast České republiky na olympijských hrách.“ Jedná se o jeden z nejstarších národních olympijských výborů na světě. Je společným zázemím českých občanů, sportovních svazů, federací, asociací, unií a dalších subjektů fungujících na území České republiky. Od roku 2012 je předsedou Jiří Kejval.
V roce 1919 v souvislosti se vznikem Československa změnil výbor název na Československý olympijský výbor (ČSOV). Několik dní před vznikem České republiky, 21. prosince 1992, došlo k jeho transformaci a obnovení původního názvu.
Od roku 1934 výbor každoročně uděluje Cenu Jiřího Gutha-Jarkovského sportovním osobnostem za vynikající sportovní výsledky v uplynulé sezóně (zrušena v letech 1949–1994). Dále uděluje Cenu Věry Čáslavské ženám za jejich aktivitu ve sportu a olympijském hnutí, Cenu Oty Pavla sportovním publicistům, Cenu fair play a ocenění Trenérka, cvičitelka roku.
Podle zákona o ochraně olympijských symbolik ČOV povoluje používání olympijských symbolů na českém území.

## Historie

### 1891–1918: Začátky českého olympijského hnutí

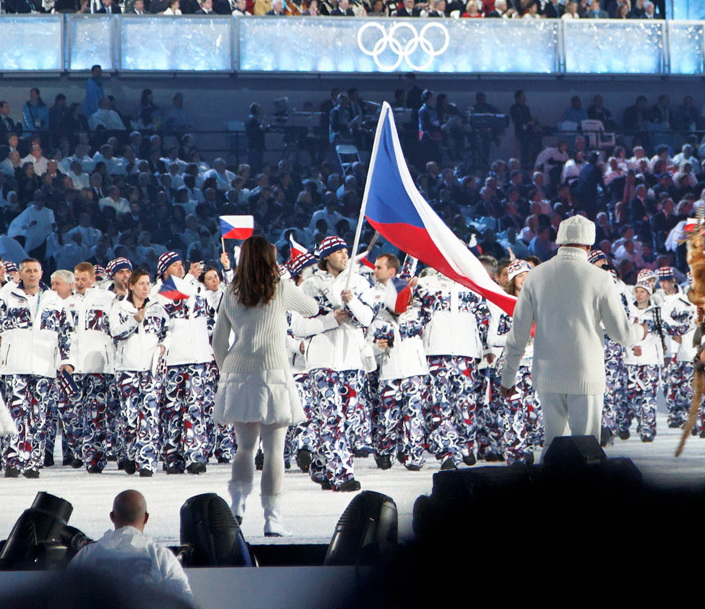
Vlajkonoš Jaromír Jágr přivádí českou výpravu na stadion při zahajovacím ceremoniálu Zimních olympijských her 2010 ve Vancouveru

Středoškolský profesor Jiří Stanislav Guth-Jarkovský navázal kontakt s Pierrem de Coubertinem v roce 1891 v Paříži a roku 1894 se stal jedním z dvanácti členů prvního Mezinárodního olympijského výboru. Následně se zúčastnil prvních novodobých Letních olympijských her 1896 v Athénách, kde se uskutečnilo premiérové zasedání MOV. Olympijské hnutí začal propagovat v českých i německých časopisech. Snažil se založit Český olympijský výbor, získat vedení Sokola, nikde však zprvu neuspěl.
Roku 1897 byla ustavena Česká amatérská atletická unie (ČAAU), kterou zpočátku Guth-Jarkovský vedl. Pak její řízení předal sportovnímu organizátorovi Josefovi Rösler-Ořovskému. Spolu s ním svolal v roce 1899 několik schůzí a s dalšími sportovci (např. Václavem Rudlem) 18. května 1899 založili Český olympijský výbor (ČOV). Z počátku dobře nepracoval, a tak jej založili v lednu 1900 znovu. Od března 1900 již ČOV vyvíjel stálou činnost. Samostatná česká výprava pod vlastní českou vlajkou a označením „Bohemia“ se účastnila Letních olympijských her 1900 v Paříži a Letních olympijských her 1908 v Londýně. Na letní olympiádě 1912 ve Stockholmu již pod tlakem rakouské vlády musela česká výprava vystupovat pod rakouskou vlajkou a teprve pod ní se mohla při ceremoniálu vyhlašování vítězů objevit i menší česká vlajka.
Přestože neexistoval suverénní český stát, tak tento národní výbor vystupoval až do pařížského kongresu v roce 1914 samostatně, poté do vzniku ČSR v roce 1918 mu byl samostatný status odňat. Po celých 30 let (1899–1929) byl prvním českým předsedou dr. Jiří Guth a byl i prvním členem v Mezinárodním olympijském výboru (1899–1943).

### 1919–1992: Československý olympijský výbor
Český olympijský výbor obnovil svou činnost 5. listopadu 1918 a 13. června 1919 změnil svůj název na Československý olympijský výbor (ČSOV). V průběhu dalších let byla jeho konkurentem Československá obec sportovní, nahrazená roku 1927 Československým všesportovním výborem (ČSVV). Po pětileté přestávce způsobené první světovou válkou se Mezinárodní olympijský výbor sešel roku 1919 a rozhodl uspořádat Hry VII. olympiády v Antverpách. VIII. olympijský kongres byl uspořádán roku 1925 v Praze. První československou zlatou medaili získal na pařížských LOH 1924 gymnasta Bedřich Šupčík ve šplhu na laně.
V souvislosti se vznikem Slovenského státu se v roce 1939 z ČSOV odloučil Národní olympijský výbor Slovenska, založený slovenskou částí. V dubnu 1943 se pak protektorátní výbor Čech a Moravy „rozešel“ z obav před nacistickým pronásledováním a útlakem. K restauraci činnosti Československého olympijského výboru došlo s končícím válečným konfliktem 15. května 1945. Do léta 1947 souběžně působil i Slovenský olympijský výbor. Běžec Emil Zátopek přivezl z helsinské olympiády 1952 tři zlaté medaile z běhu na 5000 a 10 000 metrů i maratonu. První československé zlato na zimních hrách vybojoval skokan Jiří Raška na ZOH 1968 v Grenoblu, kde ovládl závod na středním můstku. Nejúspěšnějším československým olympionikem se stala gymnastka Věra Čáslavská, která vyhrála tři zlaté na tokijských hrách 1964 a další čtyři na mexické olympiádě 1968. Po sametové revoluci vedla šest let ČSOV.
V roce 1975 založili účastníci her Klub československých olympioniků. Během června 1977 se v Praze uskutečnilo 79. zasedání MOV, na němž byl odmítnut návrh řecké vlády, aby se olympijské hry konaly vždy jen v Řecku Na 84. zasedání MOV v Baden-Badenu v roce 1981 odstoupil z členství československého zástupce mezinárodního výboru JUDr. František Kroutil (* 1907). Jeho místo zaujal prof. PhDr. Vladimír Černušák, CSc. (* 1920). Československá olympijská akademie byla zřízena v roce 1987.

### Od 1992: Opět Český olympijský výbor
Dne 21. prosince 1992 byl obnoven původní název Český olympijský výbor. 
V roce 2003 začal výbor pořádat Olympiádu dětí a mládeže ve spolupráci s kraji, projekt určený na podporu mládežnického sportu. Každoročně střídavě na letní a zimní olympiádě dětí a mládeže soutěží krajské reprezentace v několika sportech v kategoriích mladších i starších žáků a žákyň. Ve školách každý rok organizuje sportovní projekt Olympijský víceboj a pořádá největší běžeckou akci v České republice T-Mobile Olympijský běh. 
V roce 2012 vznikla Česká olympijská nadace, finančně podporující děti samoživitelů, v pěstounské péči, z dětských domovů nebo ve finanční nouzi, kterým ve sportování brání nedostatek financí. Od roku 2014 výbor pořádá Olympijské festivaly (dříve parky), které přenášejí atmosféru olympijských her fanouškům, kteří si mohou vyzkoušet desítky olympijských i neolympijských sportů a setkávat se s olympioniky. Jejich koncept vznikl v České republice. Projekt festivalů uchopil Mezinárodní olympijský výbor, který jej rozšířil i do dalších zemí.

## Předsedové ČOV

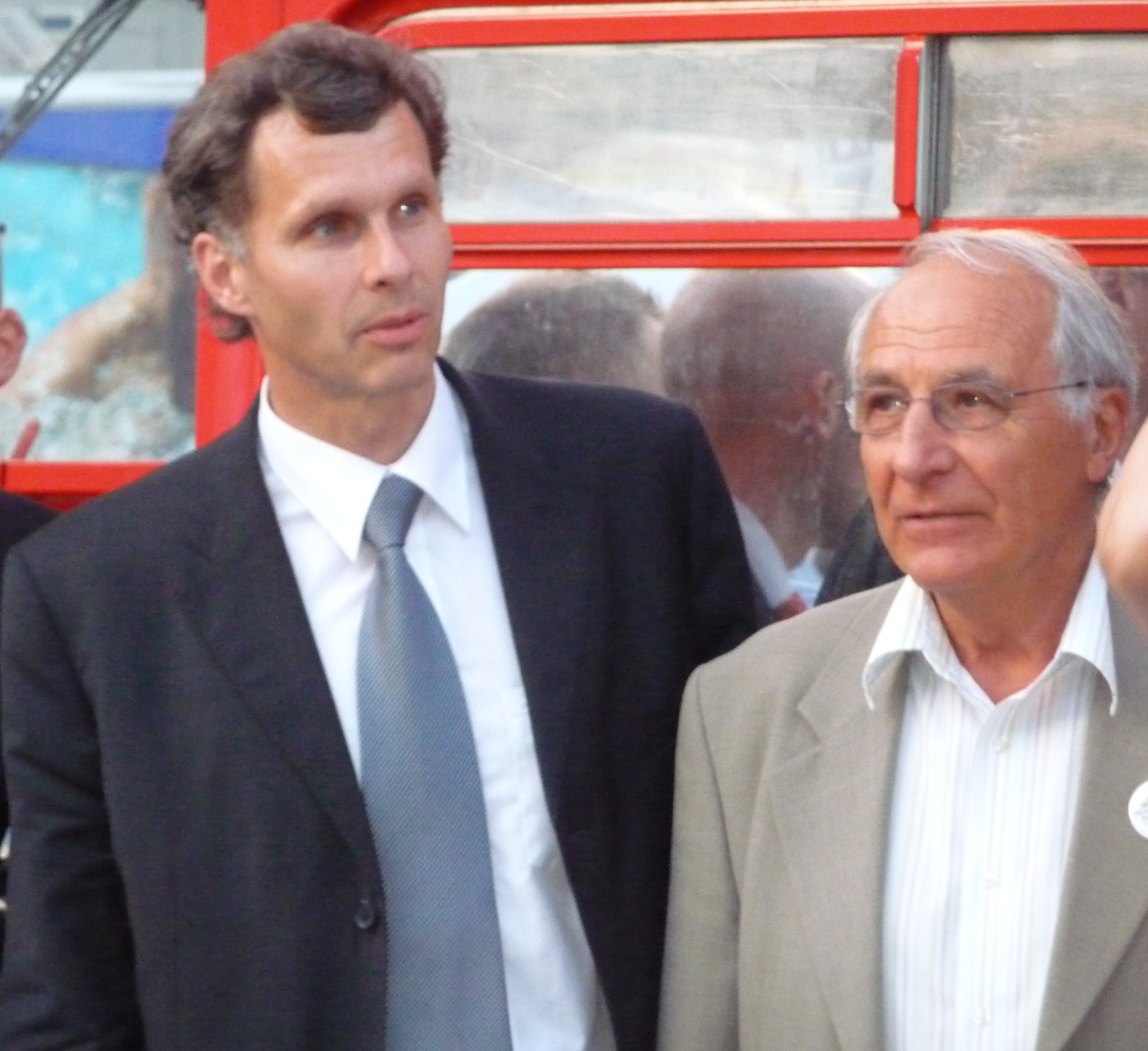
Předsedové ČOV Jiří Kejval (vlevo) a Milan Jirásek (vpravo)

| Období    | předseda                      |
| --------- | ----------------------------- |
| 1899–1929 | Jiří Stanislav Guth-Jarkovský |
| 1929–1951 | Josef Gruss                   |
| 1951–1956 | Vilém Mucha                   |
| 1956–1958 | Václav Pleskot                |
| 1958–1967 | František Vodsloň             |
| 1967–1970 | Emanuel Bosák                 |
| 1970–1972 | Richard Nejezchleb            |
| 1972–1988 | Antonín Himl                  |
| 1988–1989 | Jindřich Poledník             |
| 1990–1996 | Věra Čáslavská                |
| 1996–2012 | Milan Jirásek                 |
| od 2012   | Jiří Kejval (mandát do 2025)  |

## Orgány
- Plénum – nejvyšší orgán složený z delegátů reprezentujících olympijské i neolympijské sporty a tělovýchovné organizace, zasedá alespoň jednou v roce; pro volební období 2021–2025 je tvořen 76 členy,[14]
- Výkonný výbor – řídí činnost Českého olympijského výboru mezi plény. Tvoří jej 25 členů včetně předsedy a pěti místopředsedů, kterými se pro období 2021–2025 stali Roman Kumpošt (mezinárodní vztahy), Zdeněk Haník (olympismus a vzdělávání), Milan Hnilička, Libor Varhaník (ekonomika), Filip Šuman (neolympijské sporty). Hosty jsou ombudsman ČOV Alexander Károlyi a generální sekretář ČOV Petr Graclík.[15]

## Složky
- Český klub olympioniků – sdružuje bývalé olympioniky a podporuje současné olympioniky.
- Český klub fair play – propaguje hru fair play a čestné chování, uděluje ocenění za sportovní činy v tomto duchu.
- Česká olympijská akademie – zabývá se výzkumem historie a dalších aspektů olympijského hnutí v kooperaci s dalšími institucemi, olympijské myšlenky a hodnoty pak začleňuje do společnosti
- Český klub paralympiků
- Český klub sportovních svazů, organizací a institucí
- Česká trenerská akademie – Česká trenérská akademie navazuje na předcházející činnost Unie profesionálních trenérů ČOV a Trenérsko-metodické sekce ČOA.

### Komise

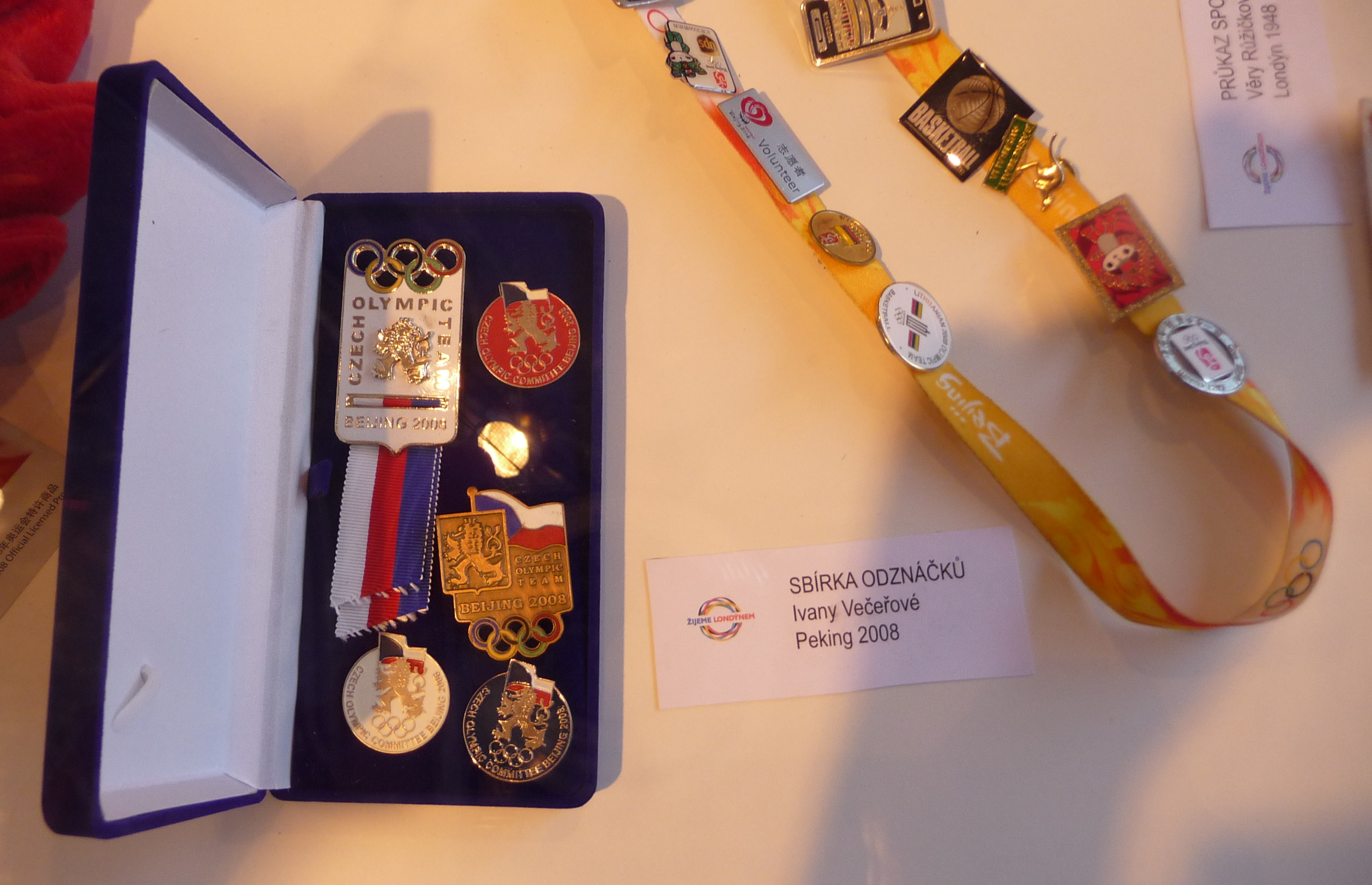
Pamětní odznaky ČOV členům českého týmu na LOH 2008 v Pekingu

Komise Českého olympijského výboru – jsou tvořeny s cílem zlepšit spolupráci odborníků v rámci ČOV a vytvářejí strategické cíle; představují poradní orgán předsedy a místopředsedů.
Komise
- Revizní komise (předseda Petr Ditrich)
- Rozhodčí komise (předseda Lukáš Trojan)[16]

Odborné komise
- Komise pro ekonomiku a marketing (předseda Libor Varhaník)
- Komise zahraničních vztahů (předseda Roman Kumpošt)
- Legislativní rada (předseda Marcel Petrásek)
- Komise rovných příležitostí ve sportu (předsedkyně Ilona Burgrová)
- Sport pro všechny (předsedkyně Hana Moučková)
- Komise neolympijských sportů (předseda Filip Šuman)
- Komise Olympiády dětí a mládeže (předseda Filip Šuman)
- Komise sportovců (předsedkyně Nikol Kučerová)
- Lékařská komise (předseda Pavel Kolář)
- Komise pro Duální kariéru (předsedkyně Kateřina Neumannová)
- Komise pro udržitelnost (předsedkyně Olga Plachá)[16]

## Související organizace
- Česká olympijská a. s. – oficiální obchodní agentura ČOV s funkcí vytvářet mediální obraz partnerů a ochrany olympijské symboliky. Vznikla v roce 1997 a jediným vlastníkem je ČOV.
- Olympic Festival s.r.o. – autonomní subjekt založený v roce 2017 společnost, který zajišťuje komplexní proces organizace projektu Olympijský festival. Společnost je 100% vlastněná Českým olympijským výborem.